# Marc A. Huyghens
 (avril 2016).
Si vous disposez d'ouvrages ou d'articles de référence ou si vous connaissez des sites web de qualité traitant du thème abordé ici, merci de compléter l'article en donnant les références utiles à sa vérifiabilité et en les liant à la section « Notes et références ».
Marc A. Huyghens est un chanteur-guitariste et auteur-compositeur belge, né le 6 juillet 1964  à Bruxelles.

## Biographie
Né d'un père commerçant et d'une mère au foyer, il grandit dans la banlieue bruxelloise. Après des études avortées en arts graphiques, puis en arts dramatiques, il effectue plusieurs petits boulots avant de se faire engager en 1985 comme trader en primeurs au Centre Européen d'Importation. Il démissionne 5 ans plus tard pour se consacrer à la musique.

### So
En 1991, il fonde le groupe SO dont le premier EP "Stay" sort en auto-production en 1992. L'unique album du groupe, "Miles And Miles", est enregistré et mixé en 1993 par Bruno Donini au château Désandrouin à Valenciennes, et est publié en 1994 sur le label belge Bang Productions. Le groupe donne une centaine de concerts en Belgique, en France (où l’album est sorti sur WMD) et en Allemagne, avant d'être dissous en 1995.

### Venus
En 1997, il crée le groupe Venus. Après le premier EP "Royalsucker", produit par BMG et enregistré à Bruxelles en 1998, le groupe signe avec le label italien Sonica Factory et enregistre son premier album à Florence. Sorti en Europe en 1999, "Welcome To the Modern Dance Hall"  se caractérise par son éclectisme et son instrumentation exclusivement acoustique. Suivront "The Man Who Was Already Dead" en 2000 (arrangé par Renaud Lhoest), "Vertigone" en 2003 (mixé par Gilles Martin), et "The Red Room" en 2006 (enregistré et mixé par Head). En dix ans d’existence, le groupe  jouera dans les plus grands festivals européens : Rock Werchter, Les Eurockéennes, Solidays, Popkomm, Crossing Border, Arezzo Wave, Benicàssim, Spot et Paléo Festival. Auteur du désormais classique Beautiful Days, le groupe remporte au Festival du Printemps de Bourges le Prix de la meilleure performance Rock. En 2007, le groupe est dissous après un ultime concert à l’Ancienne Belgique, qui fera l'objet du 5e album du groupe, intitulé Venus.

### Little Hotel
En 2002, après avoir fait une tournée solo en première partie de Woven Hand, Jean-Louis Murat et Dominique A, il met sur pied Little Hotel, un ensemble de huit musiciens issus de la musique classique et du jazz. L'instrumentation du groupe comprend notamment des Ondes Martenot, un marimba, un vibraphone, un bandonéon et une clarinette basse. Les arrangements sont confiés à Renaud Lhoest et Little Hotel fera une courte tournée en France et au Benelux.

### Joy
En 2008, il fonde avec Françoise Vidick le groupe de rock minimaliste JOY. La violoncelliste suédoise Anja Naucler complète le trio qui donne son premier concert en février 2009. Le premier album, intitulé JOY, sort en Europe en octobre 2010. Anja Naucler quittera le groupe en 2011 et sera remplacée par la violoncelliste suisse Céline Chappuis jusqu'à la fin de la tournée en 2012. L'année suivante, la chanteuse et guitariste française Katel intègre le trio qui réalise son deuxième album, enregistré et mixé par John Parish au Toybox Studio à Bristol. "All the Battles" sort en octobre 2014 et le groupe tournera  jusqu'en octobre 2015.

### Valparaiso
En 2010, parallèlement à JOY, il rejoint The Fitzcarraldo Sessions, projet initié par les ex-musiciens du groupe parisien Jack The Ripper, et participe à la tournée qui passe notamment par le Printemps de Bourges, le Bataclan et la Salle Pleyel à Paris; avec Stuart Staples (Tindersticks), Joey Burns (Calexico), Rosemary Standley (Moriarty), Jonathan Morali (Syd Matters), Phoebe Killdeer et Dominique A. Le groupe, rebaptisé Valparaiso, entame l'enregistrement d'un nouvel album pour lequel il co-écrit deux titres. L'album, mixé par John Parish et auquel participent également Shannon Wright et Mansfield Tya, sort en septembre 2017.

### Gravas
En 2022, il intègre GRAVAS, trio bruxellois emmené par la peintre et chanteuse Aurélie Gravas, accompagnée par la percussionniste et chanteuse Françoise Vidick. Il arrange et co-produit le premier album du groupe qui sort en mars 2025 sur le label belge Slouch Hat Records et le label français Fracas!!!

## Discographie

### Albums
- 1994 : So - Miles And Miles / Bang Productions
- 1999 : Venus - Welcome To The Modern Dance Hall / Sonica Factory - EMI
- 2000 : Venus - The Man Who Was Already dead / Sonica Factory - EMI
- 2003 : Venus - Vertigone / Capitol - EMI
- 2006 : Venus - The Red Room / Bang!
- 2007 : Venus - Venus / Bang!
- 2010 : Joy - Joy / Venice Recordings - Humpty Dumpty - Pias
- 2014 : Joy - All The Battles / Venice Recordings - CBS - Pias
- 2017 : Valparaiso - Broken Homeland / Zamora
- 2025 : Gravas - Gravas / Slouch Hat Records - Fraca!!! - Baco Music

### EP's & Singles
- 1992 : So - Stay / Move On Publishing
- 1994 : So - Wait / Bang Productions
- 1998 : Venus - Royal Sucker / BMG - Ariola
- 1999 : Venus - She's so Disco / Sonica Factory - 62TV
- 1999 : Venus - Pop Song / Sonica Factory - 62TV
- 2000 : Venus - I'm The Ocean / Sonica Factory - 62TV
- 2000 : Venus - Perfect Love / Sonica Factory - 62TV
- 2003 : Venus - Beautiful Days / Capitol - EMI
- 2003 : Venus - Wanda Wultz / Capitol - EMI
- 2006 : Venus - Love & Loss / Bang!
- 2006 : Venus - O Marie / Bang!
- 2010 : Joy - Mirage / Venice Recordings - CBS - Pias
- 2014 : Joy - Life / Venice Recordings - CBS - Pias
- 2025 : Gravas - Teepees / Slouch Hat Records - Fraca!!! - Baco Music

### Collaborations
- 1995 : Franck Marx - Suffocate EP / Bang Productions
- 1999 : Scisma - Armstrong / Parlophone - EMI
- 2000 : Micevice - Bipolars of the world unite CPL / Pistola
- 2002 : Maquiladora - Ritual Of Hearts / Better Looking Records
- 2002 : Neven - Kant / Exit Records
- 2004 : Un cadavre Exquis (avec Dirty Three, The Black Heart Procession, Dominique A, etc.) / Cabaret Walter
- 2005 : Pas La Peine (Amnesty International, projet contre la peine de mort)
- 2005 : On Dirait Nino (Hommage à Nino Ferrer, avec Alain Bashung, Arno, etc.) / ULM - Universal
- 2006 : Oscar Wallas - Intramuros / Team 4 Action
- 2009 : Songs Over Trouble Water (Carte blanche à Dominique A) / Cinq 7
- 2011 : Clare Louise - Castles In The Air / Humpty Dumpty
- 2012 : Catherine Graindorge - The Secret Of Us All (ft. Hugo Race) / Dépôt 214
- 2013 : Leila Albayaty - Berlin Telegram
- 2014 : Helluvah - Short Distance Runners / Dead Bees Records
- 2017 : Valparaiso - Broken Homeland / Zamora
- 2020 : Victoria + Jean - Underdog / Victoria + Jean
- 2020 : Cabane - Grande est la maison, Remakes / Thomas Jean Henri

### Productions
- 2010 : Joy - Joy / Venice Recordings - Humpty Dumpty - Pias
- 2011 : Clare Louise - Castles In The Air / Humpty Dumpty - Pias
- 2014 : Joy - All The Battles / Venice Recordings - CBS - Pias
- 2025 : Gravas - Gravas / Slouch Hat Records - Fraca!!! - Baco Music

### Synchronisations Cinéma
- 1996 : Dizzy - L'insoupçonnable univers de Josiane (court-métrage) / Martine Doyen (avec Valérie Lemaître)
- 2003 : Beautiful Days (Venus) - Immortel, ad vitam / Enki Bilal (avec Jean-Louis Trintignant)
- 2006 : Happiness (Venus) - Infrarouge (court-métrage) / Lionel Mougin
- 2007 : The Red Room (Venus) - Ensemble, c’est tout / Claude Berri (avec Audrey Tautou et Guillaume Canet)
- 2008 : Beautiful Days (Venus) Une semaine sur deux / Ivan Calbérac (avec Mathilde Seigner)
- 2012 : Darling - Berlin Telegram / Leila Albayaty
- 2016 : Flag (Joy) - Ode à la Machine (court-métrage) / Stéphane Manzone
- 2024 : Million Miles Away (Venus) - Un Homme en fuite / Baptiste Debraux (avec Léa Drucker)

### Synchronisations Publicité
- 2006 : Beautiful Days - Le Figaro
- 2009 : Beautiful Days - Peugeot / Peugeot 3008
- 2011 : Beautiful Days - Avatar / promotion du film sur Canal+
- 2013 - 2016 : Beautiful Days - Lancôme / La vie est belle (ft. Julia Roberts)